# Lila Azam Zanganeh

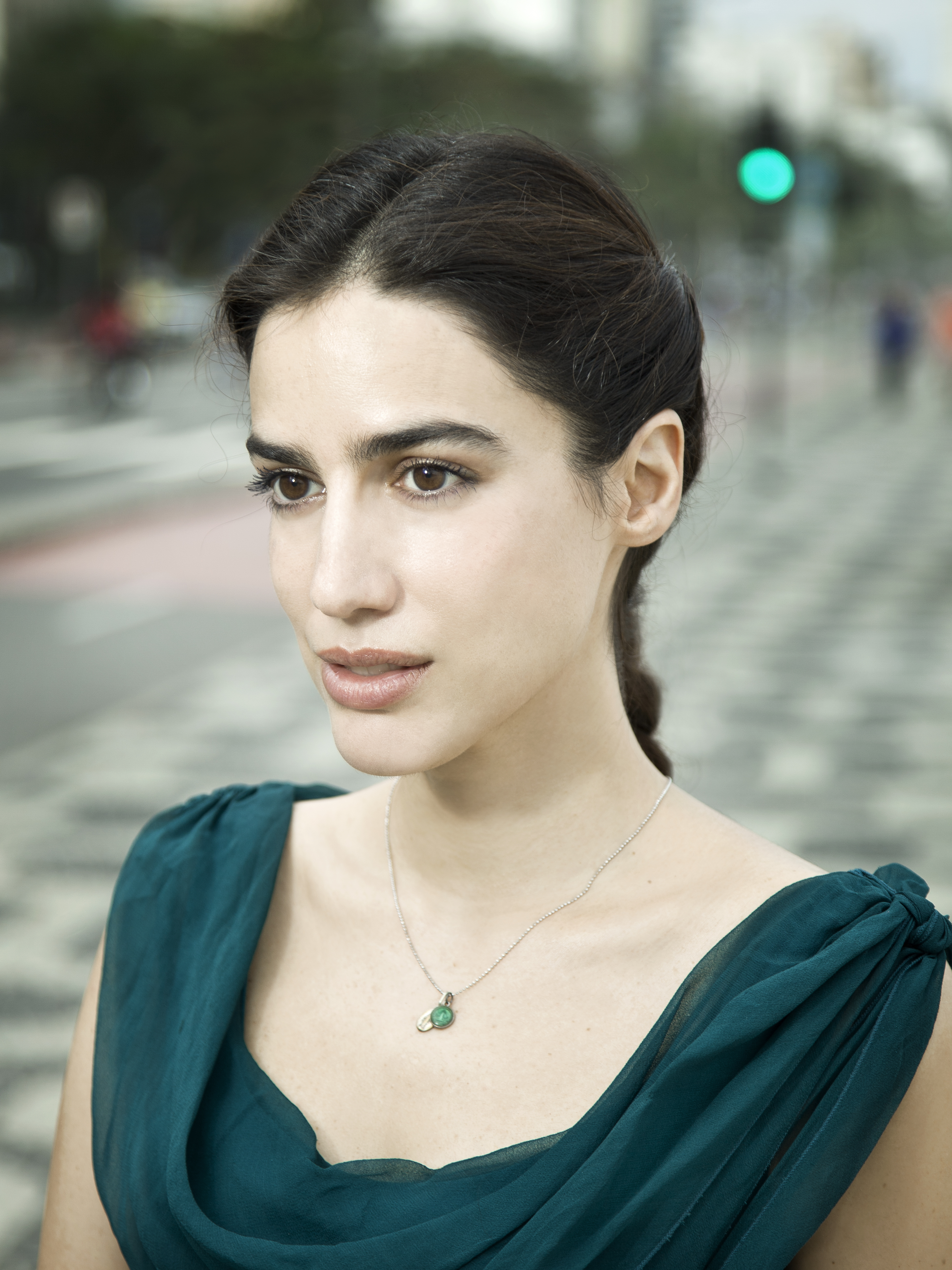

Lila Azam Zanganeh (Paris, 1976) é uma escritora franco-iraniana.

## Biografia
Filha de pais iranianos que haviam fugido para a França na década de 1970, estudou literatura e filosofia na École Normale Supérieure de Fontenay-Saint-Cloud. Em seguida, mudou-se para os Estados Unidos, onde lecionou literatura, cinema e línguas românicas em Harvard.
Desde 2002 é colaboradora de diversos jornais e revistas, como Le Monde, New York Times, Paris Review e La Repubblica.
Editou em 2006 uma antologia de autores iranianos, My Sister, Guard Your Veil; My Brother, Guard Your Eyes. 
Recebeu em 2011 o Prêmio de Crítica Roger Shattuck, do Center for Fiction. Participou da Festa Literária Internacional de Paraty em 2013.

## Obras
- 2011 - The enchanter (no Brasil: O Encantador: Nabokov e a felicidade)[5]